# 涙の浪曲劇場
『涙の浪曲劇場』（なみだのろうきょくげきじょう）は、1976年4月3日から1977年6月18日まで東京12チャンネル（現・テレビ東京）で放送されていた演芸番組である。その後も1977年7月3日から同年9月25日まで『二葉百合子浪曲劇場』（ふたばゆりころうきょくげきじょう）と題して放送されていた。

## 概要
テレビで初めて本格的に浪曲を取り上げた番組で、ゲストには毎回第一級の浪曲師と浪曲をこよなく愛する人物を招いていた。司会は、自らも浪曲界で活動する二葉百合子と浪曲出身者の玉川良一が務めていた。番組は、浅草・木馬亭からの中継録画放送を行っていた。

## 放送時間
いずれも日本標準時。

### 涙の浪曲劇場
- 土曜 20:00 - 20:54 （1976年4月3日 - 不明）
- 土曜 19:30 - 20:54 （1976年10月 - 1977年1月29日）
- 土曜 20:00 - 20:54 （不明 - 1977年6月18日）

### 二葉百合子浪曲劇場
- 日曜 22:00 - 22:30 （1977年7月3日 - 1977年9月25日）